# Petrochelidon rufocollaris
Petrochelidon rufocollaris é uma espécie de ave da família Hirundinidae.
Pode ser encontrada nos seguintes países: Equador e Peru.
Os seus habitats naturais são: pastagens e florestas secundárias altamente degradadas.